# Лоцо ди Кадоре
Ло̀цо ди Кадо̀ре (на италиански: Lozzo di Cadore; на ладински: Lóže, Ложе) е село и община в Северна Италия, провинция Белуно, регион Венето. Разположено е на 753 m надморска височина. Населението на общината е 1432 души (към 2014 г.).